# طريقة ساكسون التعليمية
طريقة ساكسون التعليمية أو رياضيات ساكسون (بالإنجليزية: Saxon math) والتي عرفت باسم مطورها جون ساكسون، هي أسلوب تعليم الرياضيات عن طريق التعلم المتنامي. يعتمد هذا الأسلوب على طرح مفهوم رياضي جديد في كل يوم دراسي جديد مع مراجعة مستديمة لمفاهيم طرحت في أوقات سابقة.
وهوجمت هذه الطريقة في بداية طرحها على أساس أنها لا تسمح بوقت كاف لتعلم المواد الجديدة. أما تطبيقها حاليا فيتم عن طريق تقسيم فترة التعليم بالتساوي بين طرح مفهوم جديد والتمرن على مفاهيم علمت سابقا.
ومن أهم فوائد هذه الطريقة هي إفساح المجال لتفوق الطلاب الذين كانوا يجدون صعوبة في استيعاب المفاهيم الرياضية من المحاولة الأولى.

## مواقع خارجية
- موقع نشر ساكسون